# Саллес, Перри
Перилусио Хосе де Алмейда (порт. Perilúcio José de Almeida; род. 6 марта 1939, Рио-де-Жанейро, Бразилия — 17 июня 2009, Рио-де-Жанейро, Бразилия), наиболее известен под сценическим псевдонимом Перри Саллес — бразильский актёр и кинорежиссёр, игравший роль Мустафы Рашида в телесериале «Клон».

## Биография
Родился 6 марта 1939 года в Рио-де-Жанейро Бразилии. Являлся приёмным сыном актрисы Яры Саллес. Свою кинематографическую карьеру начал в 1961 году. Много играл в бразильских мыльных операх и телесериалах. В России известность пришла после роли Мустафы Рашида в телесериале «Клон».
В 2006 году Саллес перенёс сердечный приступ, а после операции ему в сердце вживили стент. Однако во время операции выяснилось, что у него рак лёгких и метастаз сердца и мозга. После проблем со здоровьем, мужчина ушёл из актёрской деятельности, что бы вылечить свою болезнь, но 17 июня 2009 года скончался в Рио-де-Жанейро. Его тело было кремировано, а прах захоронен на кладбище Кажу в Рио-де-Жанейро.

## Личная жизнь
- В 1968 году Саллес женился на актрисе испанского происхождения Мариам Мелер, у них был сын Родриго, который погиб в аварии на мотоцикле в 1990 году в возрасте 20 лет. Они развелись в 1971 году.
- Более прочные отношения у него были с Верой Фишер, с которой он познакомился в 1973 году во время съемок одного из фильмов. Они поженились в 1974 году и развелись в 1989 году; позже Фишер снова вышла замуж за Фелипе Камарго, с которым познакомилась во время работы над теленовеллой. У них было две дочери, Рафаэла и Рената. После развода Саллес и Фишер остались в хороших дружеских отношениях.
- Последний брак был с женщиной архитектором по имени Беатрис Саллес, от которой у него было ещё несколько детей: Ромеу и Ромуло.

## Фильмография
| Год       | Название                                        | Роль                                                              |
| --------- | ----------------------------------------------- | ----------------------------------------------------------------- |
| 1961      | O Dono da Bola                                  | Фернандо                                                          |
| 1962      | Убийство в Копакабане                           | Сильвио                                                           |
| 1973      | Супер-женщина                                   |                                                                   |
| 1974      | Замуж девственницей                             | Джоэл                                                             |
| 1974      | As Mulheres Que Fazem Diferente                 |                                                                   |
| 1974      | Радости жизни                                   | Жулио                                                             |
| 1974      | A Gata Devassa                                  |                                                                   |
| 1975      | Близость                                        | Алекс / Роберто                                                   |
| 1982      | Дора Доралина                                   |                                                                   |
| 1994      | Эффект острова                                  | Том                                                               |
| 1998      | Золушка Байана                                  | Пьер                                                              |
| 2001–2002 | Клон                                            | Мустафа Рашид //Родственник Саида, Мохаммеда и Назиры, муж Ноэмии |
| 2004      | Espelho d'Água: Uma Viagem no Rio São Francisco | Вэлхо                                                             |